# Daniel Roher
Daniel Roher, född 1993, är en kanadensisk dokumentärfilmsregissör. 
Hans film Aleksej Navalnyj – de sista dagarna i frihet tilldelades en Oscar för bästa dokumentär vid Oscarsgalan 2023.